# Умин Дол
Умин Дол (мкд. Умин Дол) је насеље у Северној Македонији, у северном делу државе. Умин Дол припада општини Куманово.
Умин Дол има велики значај за српску заједницу у Северној Македонији, пошто Срби чине мањину у насељу.

## Географија
Умин Дол је смештен у северном делу Северне Македоније. Од најближег града, Куманова, село је удаљено 10 km југозападно.
Село Умин Дол се налази у историјској области Жеглигово, у равничарском крају, на приближно 510 метара надморске висине.
Месна клима је континентална са слабим утицајем Егејског мора (жарка лета).

## Становништво
Умин Дол је према последњем попису из 2021. године имао 381 становника.
Претежна вероисповест месног становништва је православље.
| Национални састав према попису из 2021.‍ | Национални састав према попису из 2021.‍ | Национални састав према попису из 2021.‍ | Национални састав према попису из 2021.‍ | Национални састав према попису из 2021.‍ |
| --------------------------------------- | --------------------------------------- | --------------------------------------- | --------------------------------------- | --------------------------------------- |
|                                         |                                         |                                         |                                         |                                         |
| Македонци                               | Македонци                               |                                         | 223                                     | 58,5%                                   |
| Срби                                    | Срби                                    |                                         | 140                                     | 36,7%                                   |